# Moncassin
Moncassin ist eine französische Gemeinde mit 124 Einwohnern (Stand 1. Januar 2022) im Département Gers in der Region Okzitanien (vor 2016: Midi-Pyrénées). Sie gehört zum Arrondissement Mirande und zum Kanton Mirande-Astarac.
Die Einwohner werden Moncassinois und Moncassinoises genannt.

## Geographie
Moncassin liegt circa neun Kilometer südöstlich von Mirande in der historischen Provinz Armagnac.
Umgeben wird Moncassin von den sechs Nachbargemeinden:
|                      | Saint-Médard                                | Clermont-Pouyguillès |
| Belloc-Saint-Clamens | Kompassrose, die auf Nachbargemeinden zeigt | Saint-Arroman        |
| Saint-Michel         | Saint-Élix-Theux                            |                      |

Moncassin liegt im Einzugsgebiet des Flusses Garonne.
Die Petite Baïse, ein Nebenfluss der Baïse, durchquert das Gebiet der Gemeinde zusammen mit ihren Nebenflüssen,
- dem Ruisseau de Matélous, der in Moncassin entspringt,
- dem Ruisseau de Lasmoulines und dem
- dem Ruisseau de Sentagne.

Außerdem bewässern Nebenflüsse des Sousson die Gemeinde,
- der Ruisseau du Lussian,
- der Ruisseau de Terremont, der in Moncassin entspringt, und
- der Ruisseau du Galinon, der ebenfalls in Moncassin entspringt.[2]

## Einwohnerentwicklung
Nach Beginn der Aufzeichnungen stieg die Einwohnerzahl bis zur Mitte des 19. Jahrhunderts auf einen Höchststand von rund 530. In der Folgezeit sank die Größe der Gemeinde bei zwischenzeitlichen Erholungsphasen bis zur Jahrtausendwende auf ihren tiefsten Stand mit rund 120 Einwohnern.
| Jahr                       | 1962 | 1968 | 1975 | 1982 | 1990 | 1999 | 2006 | 2011 | 2020 |
| Einwohner                  | 183  | 177  | 151  | 138  | 122  | 119  | 119  | 137  | 126  |
| Quellen: Cassini und INSEE |      |      |      |      |      |      |      |      |      |

## Sehenswürdigkeiten
- Pfarrkirche Sainte-Madeleine
- Schloss Lapalu

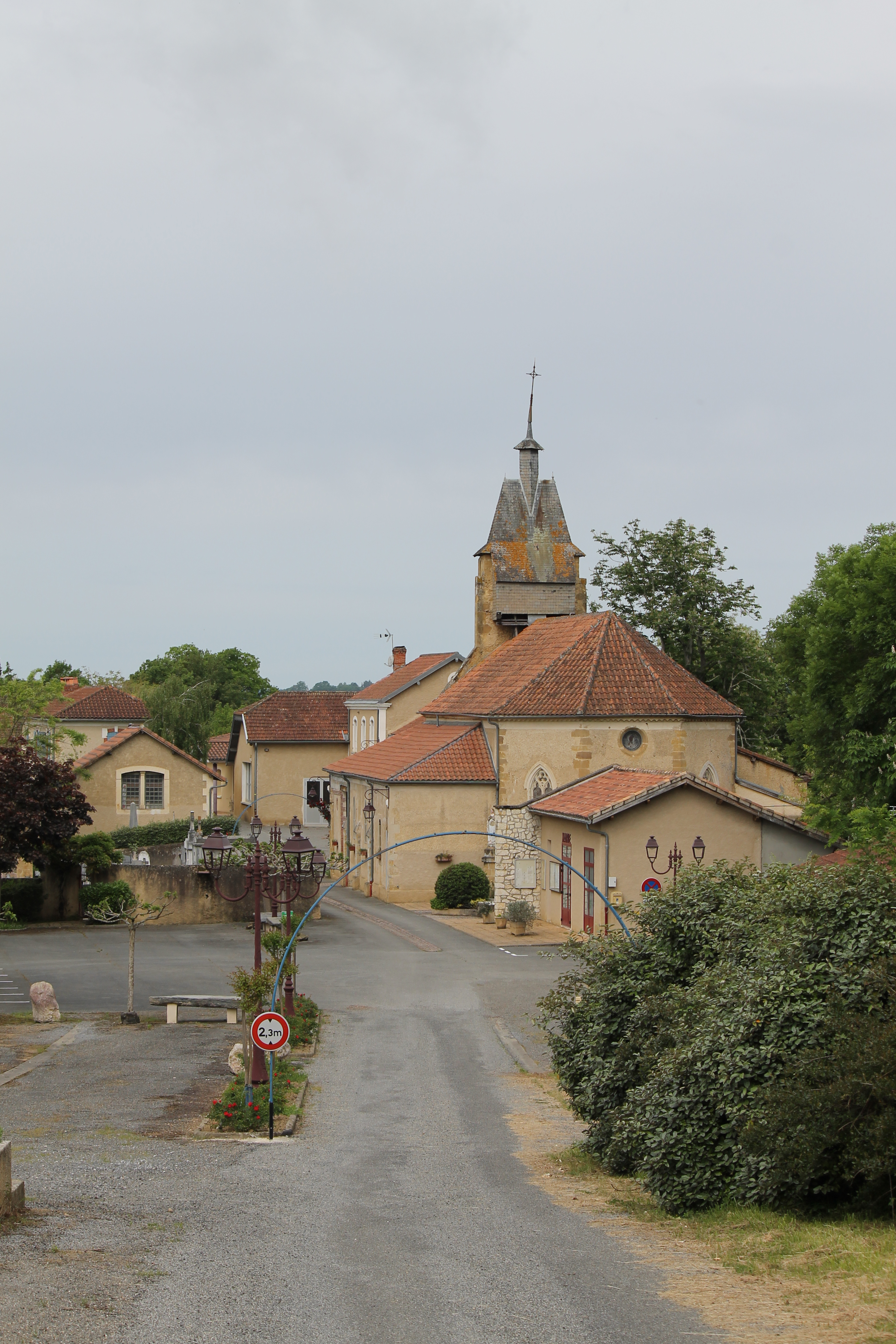
Kirche Sainte-Madeleine
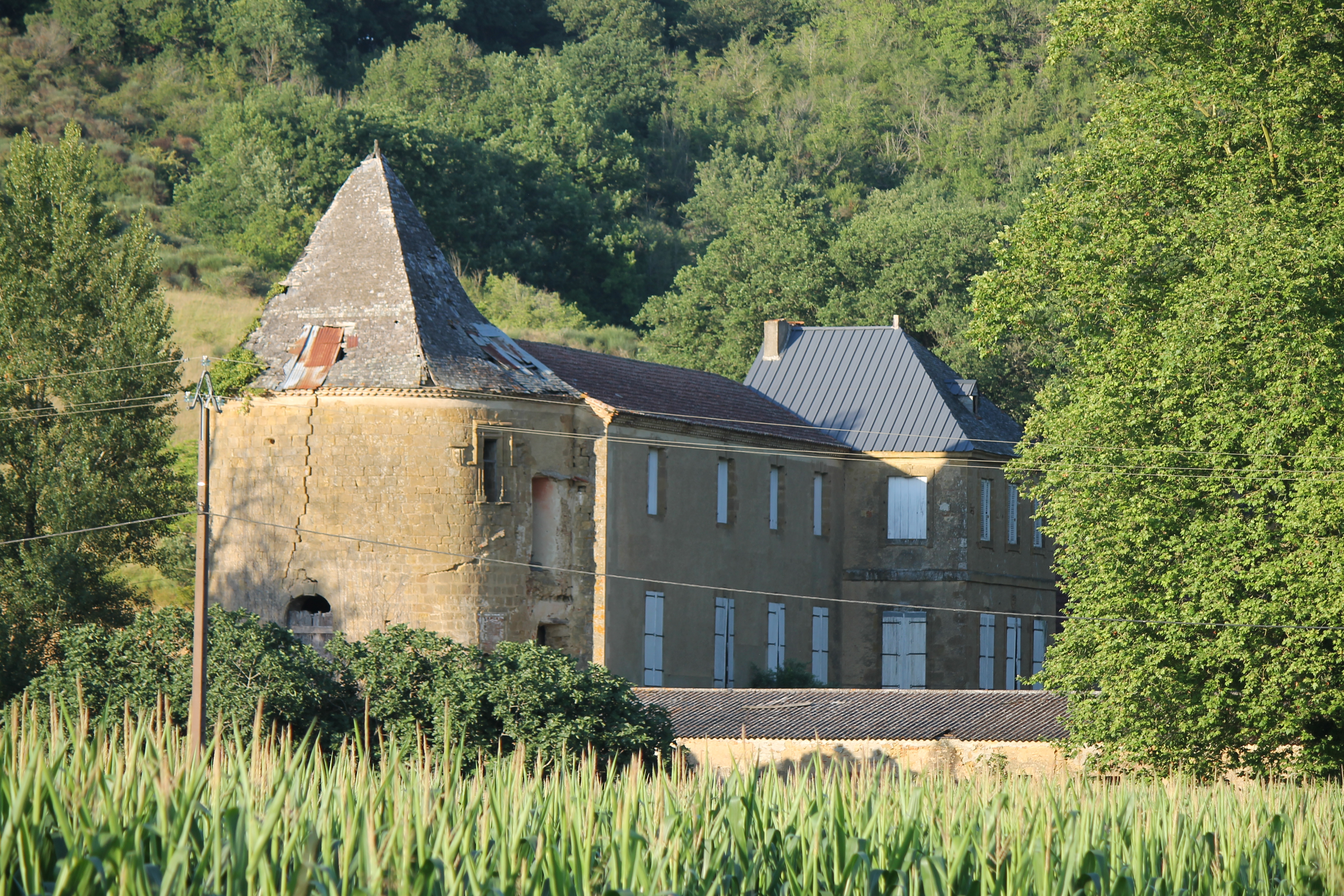
Schloss Lapalu
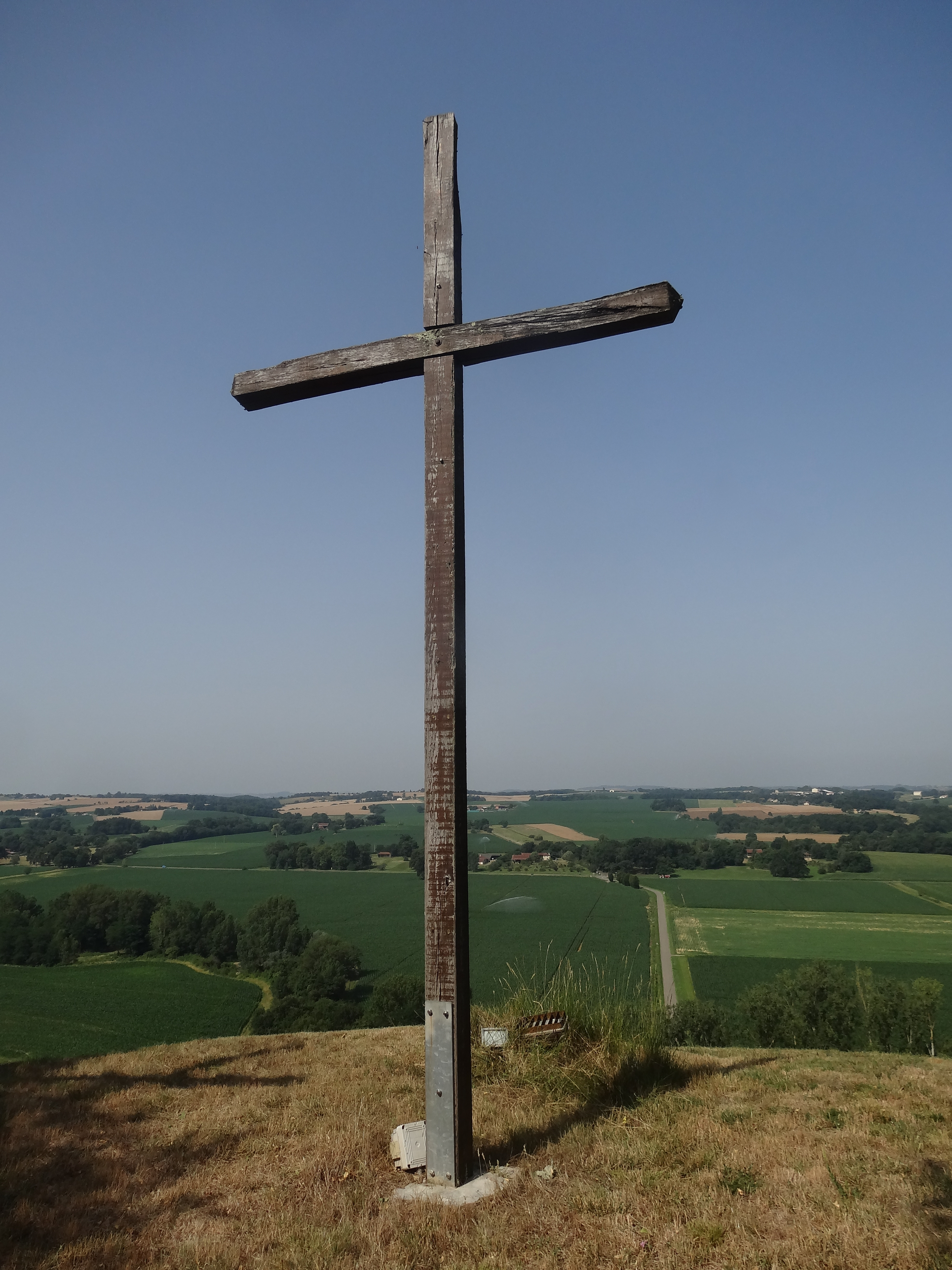
Kreuz am Standort der ehemaligen Motte
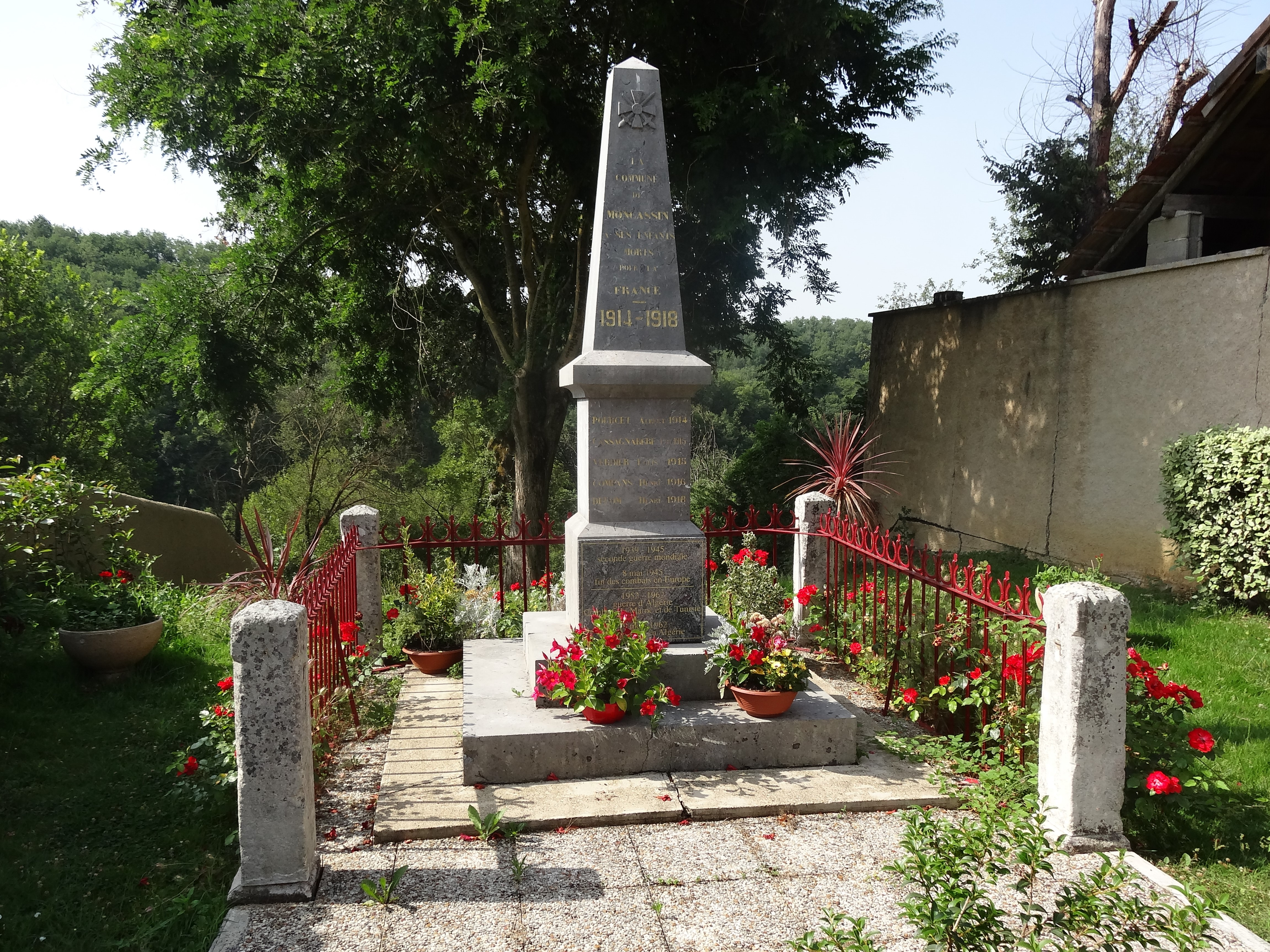
Gefallenendenkmal

## Wirtschaft und Infrastruktur
Die Wirtschaft der Gemeinde ist überwiegend landwirtschaftlich orientiert. Moncassin liegt in den Zonen AOC der Schweinerasse Porc noir de Bigorre und des Schinkens Jambon noir de Bigorre.

### Verkehr
Moncassin wird von den Routes départementales 2, 127 und 237 durchquert.